# Richard Dohse
Richard Emil Max Franz Georg Dohse (* 25. Mai 1875 in Lübz; † 4. November 1928 in Frankfurt am Main) war ein deutscher Pädagoge und Autor.
Richard Dohse war ein Sohn des Maurermeisters Gustav Dohse, der früh verstarb. Die Mutter zog danach nach Parchim, wo Dohse das Realprogymnasium besuchte. Er kam dann an das Realgymnasium in Güstrow, wo er 1894 sein Abitur machte. Er studierte Neuere Sprachen, Deutsch und Geschichte in München, Marburg, Genf und Rostock. Während seines Studiums wurde er 1895 Mitglied des Akademisch-Neuphilologischen Vereins, seit 1925 Marburger Burschenschaft Rheinfranken, welcher er lebenslang angehörte.
1897 promovierte er in Rostock mit der Arbeit "Colley Cibbers Bühnenbearbeitung von Shakespears Richard III." zum Dr. phil. Nach dem Examen in Rostock 1898 war Dohse Lehrer in Malchin, Frankfurt am Main und Kassel. Ab 1901 war er Oberlehrer an der Sachsenhäuser Oberrealschule.
Dohse gab die Sammelbände „Mecklenburgisches Dichterbuch“ (Berlin 1903) und „Meerumschlungen. Ein literarisches Heimatbuch“ (Hamburg, 1907)  heraus.

## Werke (Auswahl)
- Von Hart tau Harten. Gedichte, 1905.
- Meerumschlungen. Ein literarisches Heimatbuch für Schleswig-Holstein, Hamburg und Lübeck. Bilder von Herm. Linde. Hamburg, Alfred Janssen, 1907.
- Heinrich Seidel un Fritz Stavenhagen.
- Fritz Reuter, ein Bild seines Lebens und Schaffens. 1910.
- Sitaf. Neue plattdeutsche Gedichte. Stillersche Hofbuchhandlung, Schwerin 1914.
- Literatur. In: Die Auskunft. Eine Sammlung lexikalisch geordneter Nachschlagebüchlein über alle Zweige von Wissenschaft, Kunst und Technikt unter Mitarbeit erster Fachleute […]. Frankfurt am Main 1920–1931, Heft 1.
- Deutsche Literatur von den Anfängen bis Klopstock. In: Die Auskunft. Eine Sammlung lexikalisch geordneter Nachschlagebüchlein über alle Zweige von Wissenschaft, Kunst und Technikt unter Mitarbeit erster Fachleute […]. Frankfurt am Main 1920–1931, Heft 21–22.